# Attilio Berti
Attilio Berti (Valdagno, 18 novembre 1950) è un allenatore di calcio ed ex calciatore italiano, di ruolo difensore.

## Carriera

### Giocatore
Cresciuto nella squadra del suo paese natale, la Marzotto Valdagno, debutta in prima squadra proprio con i bianco-azzurri. Notato dal Lanerossi Vicenza, debutta prima nel settore giovanile e poi in prima squadra in Serie A. Con il Lanerossi gioca 5 stagioni. Nel 1975 approda al Padova, dove rimane fino al 1981. Chiude la sua carriera di calciatore alla Marzotto Valdagno, dove l'aveva cominciata.

### Allenatore
Oggi lavora come allenatore a livello dilettantistico in squadre della provincia di Vicenza. Da molte stagioni allena le formazioni giovanili dell'U.S. Alte Ceccato a Montecchio Maggiore, dopo aver allenato anche alcune prime squadre, compresa quella dello stesso Alte Ceccato in più fasi: nel 1997–1998, poi nel biennio 1999-2001, a fine stagione 2004–2005 e per tutto il campionato 2005–2006.

## Palmarès

### Giocatore

#### Competizioni nazionali
- Serie C2: 1

Padova: 1980-1981
- Coppa Italia Semiprofessionisti: 1

Padova: 1979-1980